# Peromyscus maniculatus
Souris sylvestre, Souris du soir
Pour les articles homonymes, voir souris (homonymie) et Souris sylvestre.
Espèce
Statut de conservation UICN

 LC  : Préoccupation mineure
La Souris sylvestre,,, (Peromyscus maniculatus), aussi appelée la Souris du soir,, est une espèce de rongeurs de la famille des Cricetidae. Cette souris nocturne est commune en Amérique du Nord.
Elle est appelée deer mouse (souris cerf) par les anglophones.

## Description
La souris sylvestre a la taille d'une souris commune : en moyenne 11,9 à 22,2 cm de long pour 10 à 24 g. Les souris des bois sont plus grosses que celles des prairies et la longueur de la queue varie selon les populations de 45 à 105 mm de longueur. Elles pèsent de 13 à 23 g. Leur fourrure est bicolore, de gris pâle à brun-rouge sur le dessus, et blanc en dessous, même au niveau de la queue qui présente des poils très courts. On la différencie des Peromyscus leucopus par la couleur bicolore bien délimitée sur la queue, le dessus plus foncé et le dessous plus clair, les pattes arrière un peu plus courtes (moins de 22 mm) et un pelage plus coloré tirant sur le fauve. Mais ces caractéristiques varient d'une région à l'autre et il est parfois très difficile de distinguer ces deux espèces l'une de l'autre.
Peromyscus maniculatus est divisé en deux écotypes : l'un possède une longue queue, de larges oreilles et vit dans la forêt; le second possède une queue courte, des petites oreilles et vit dans des habitats ouverts. 

## Biologie de l'espèce

### Comportement
Cette espèce est principalement nocturne. Elle passe la plupart de son temps sur le sol et grimpe parfois aux arbres. L'écotype des régions ouvertes fait son nid dans un terrier qu'il a construit lui-même ou abandonné par un autre animal. L'écotype des forêts installe son nid près du sol, dans les broussailles, un arbre creux ou un nid d'oiseaux.
Le groupe est constitué d'un mâle, de quelques femelles et de leurs petits. En hiver, les individus du groupe se rassemblent par dizaines pour se tenir chaud dans les nids. Les souris sylvestres peuvent parfois entrer en léthargie s'il fait très froid pour économiser leurs réserves d'énergie. 
Les individus communiquent entre eux par tous leurs sens très développés. Ils émettent en plus des phéromones et tapent de la patte arrière comme les lapins pour se prévenir d'un danger en faisant vibrer le sol.

### Reproduction
La reproduction a lieu à n'importe quelle période de l'année, sauf en hiver ou dans les périodes défavorables. Les femelles sont à nouveau fécondables peu après la mise bas. La gestation dure de 22,4 à 25,5 jours si la femelle n'allaite pas la portée précédente et 24,1 à 30,6 jours si elle l'allaite. Les portées sont très variables, de un à 11 petits, avec une moyenne de 4 à 6 petits. Le nombre de petits augmente jusqu'à la sixième portée puis diminue. Les petits naissent dans un nid fait de débris végétaux, nus et aveugles. Ils ne pèsent que 1,5 g à la naissance mais se développent très vite. Les poils poussent à partir du second jour, les yeux s'ouvrent au bout de 15 jours. La femelle transporte ses rejetons accrochés à ses mamelles ou bien un par un dans sa bouche et les défend avec agressivité. Les petits quittent le nid lorsqu'ils sont sevrés, vers 25 à 35 jours. S'ils ne partent pas d'eux-mêmes, la mère les chassera quand elle donnera naissance à la portée suivante.

### Alimentation

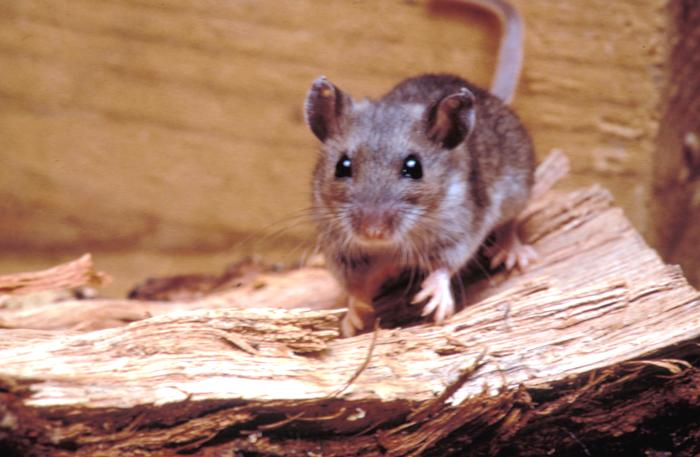
Souris sylvestre

La souris sylvestre est omnivore, s'adaptant à ce qu'elle trouve : fruits, graines, bourgeons, fleurs, mais aussi invertébrés et insectes. La souris sylvestre est coprophage, elle remange certaines de ses crottes. À l'automne elle stocke des aliments dans des réserves pour l'hiver et contribue ainsi à répandre les graines des espèces végétales.

### Durée de vie
En captivité la souris sylvestre peut survivre jusqu'à huit ans mais dans la nature, son espérance de vie est beaucoup plus courte, généralement une seule année; en effet elles constituent une proie pour de nombreux prédateurs (serpents, oiseaux de proie, mammifères carnivores) pour lesquels elles constituent un apport de nourriture important.

## Répartition et habitat
L'aire de répartition de la souris sylvestre comprend presque tout le Canada, les États-Unis et une grande partie du Mexique.
Très répandue, on trouve la souris sylvestre dans des habitats très variés et sous tous types de climats en Amérique du Nord. Cependant elle est plus commune dans les prairies ou les zones boisées. C'est une souris plus volontiers terrestre mais qui sait aussi très bien grimper.

## L'espèce et l'homme

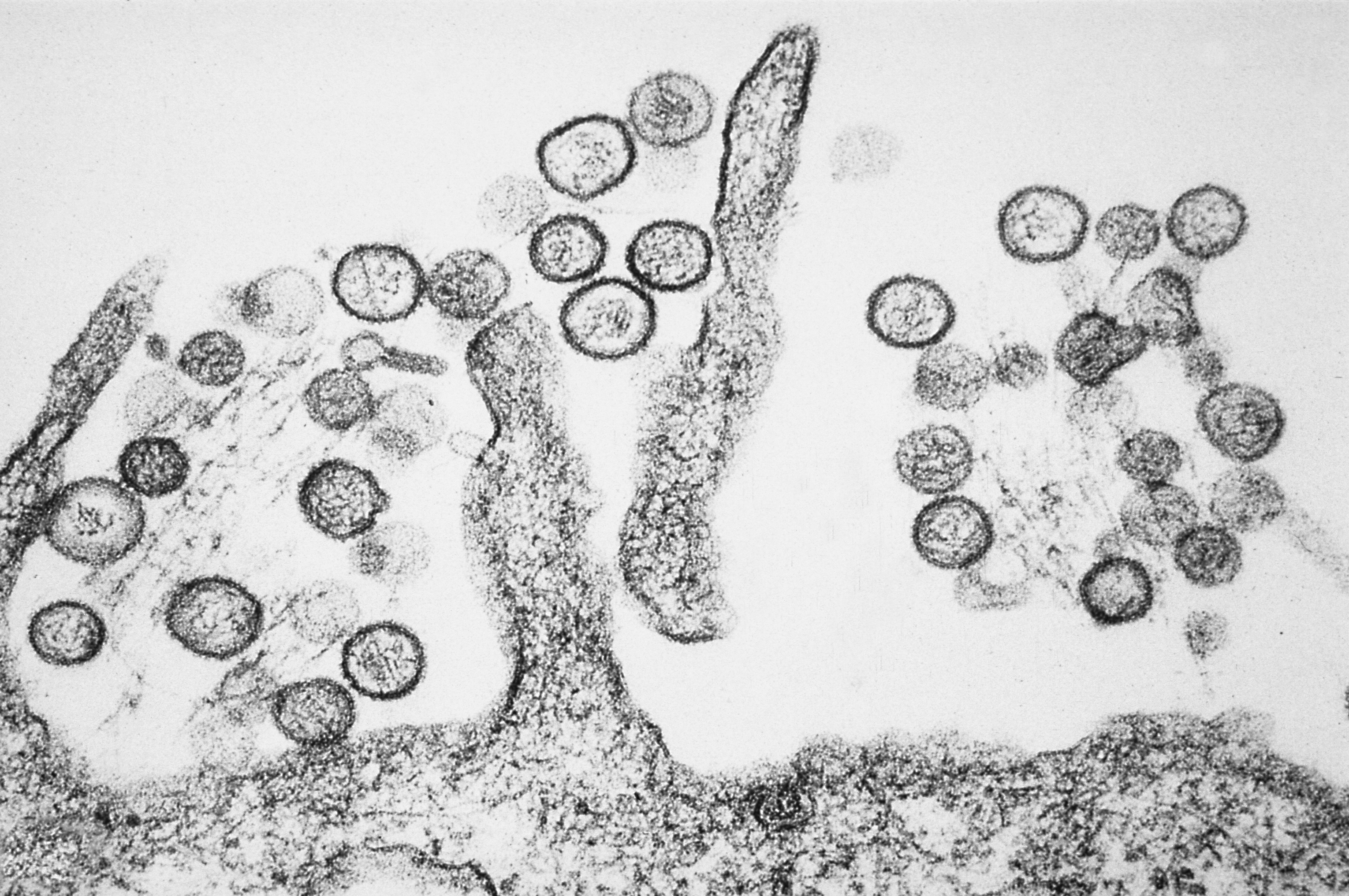
Le dangereux virus qui donne la fièvre hémorragique à hantavirus peut être transmis par la souris sylvestre.

Si la souris sylvestre contribue à éliminer de nombreux insectes et à nourrir les animaux à fourrure dans la nature, elle cause aussi des dégâts importants en s'attaquant aux greniers et aux réserves ou en rongeant.
Elle peut transmettre la fièvre hémorragique à hantavirus, dont l'issue peut être fatale pour l'homme et est à l'origine du syndrome pulmonaire à hantavirus.